# Oxyde de tungstène(III)
Pour les articles homonymes, voir Oxyde de tungstène.
L'oxyde de tungstène(III) est un composé chimique de formule W2O3. Il a été observé pour la première fois en 2006 sous la forme de couche mince obtenue par dépôt de couches atomiques (ALD) de 140 à 240 °C à partir de W2(N(CH3)2)6 comme précurseur. Il n'est généralement pas mentionné dans les grands manuels de chimie, tandis que la littérature ancienne le confond parfois avec le trioxyde de tungstène WO3. Il trouve des utilisations dans la réalisation de certains revêtements absorbant le rayonnement infrarouge.